# Corinna (krater)
För andra betydelser, se Corinna (olika betydelser).
Corinna är en nedslagskrater med en diameter på 19 kilometer, på planeten Venus. Corinna har fått sitt namn efter den grekiska poeten Korinna.